# Dicke-Fix-Prinzip
Das Dicke-Fix-Prinzip ist ein Verfahren zur Unterdrückung von kurzen Störsignalen in Radargeräten.
Diese Form der Radarsignalverarbeitung wird im ZF-Verstärker realisiert. Das Prinzip wurde etwa um 1960 durch Robert Dicke (Defence Research Telecommunications Establishment in Ottawa) perfektioniert. Ein breitbandiger Verstärker wird von einem Begrenzer gefolgt und dann wird das Signal in einem schmalbandigen signalangepassten ZF-Verstärker weiterverarbeitet. Durch dieses Verfahren werden Signale, die zu lang sind (Clutter) oder die zu kurz sind (Rauschspitzen und Impulsstörungen) abgeschwächt.

## Funktionsprinzip

Signalverarbeitung

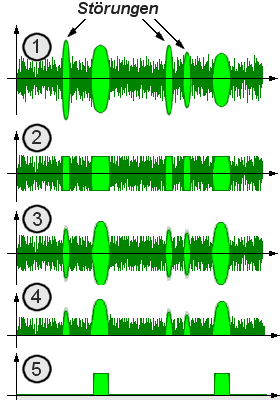
Signalformen an den Testpunkten

Die Grundausstattung besteht nur aus einem breitbandigen, begrenzenden ZF-Verstärker, gefolgt von einem ZF-Verstärker mit optimaler Bandbreite. Der Begrenzungspegel ist sehr niedrig eingestellt, so dass die Spitzenpegel der Rauschstörung begrenzt werden und eine konstante Falschalarmrate über den gesamten Bereich erzielt wird. Die Bandbreite kann in Abhängigkeit von der Störlage zwischen 10 und 20 MHz variieren und ist somit sehr viel größer als der Reziprokwert der Impulsdauer
{\displaystyle B\gg {\frac {1}{\tau }}}.
Am Testpunkt 1 ist noch ein Gemisch aus Nutzsignalen, Störimpulsen und Rauschen zu sehen. Die Störimpulse haben sogar eine größere Amplitude als die Nutzsignale. Nach der Begrenzung (Testpunkt 2) haben alle Signale etwa die gleiche maximale Amplitude.
Das nachfolgende Filter zeigt Resonanzverhalten für die erwartete Impulsdauer. Signale mit genau dieser Impulsdauer haben am Testpunkt 3 also eine etwas größere Amplitude, als die Störsignale. Die Bandbreite des Filters ist also gleich dem Reziprokwert der Impulsdauer:
{\displaystyle B={\frac {1}{\tau }}}.
Nach der Demodulation sind die Videoamplituden der Nutzsignale größer als die Störsignale (Testpunkt 4). Die Störsignale können also mit einer Schwellwertschaltung unterdrückt werden. Am Filterausgang haben die Echosignale mit der erwarteten Bandbreite (also mit der erwarteten Impulsdauer) eine größere Amplitude als die Störimpulse und das Rauschen und können somit in der Schwellwertschaltung leichter als Echosignale erkannt werden (Testpunkt 5).

## Anwendung
Diese Schaltung kann sehr gut die Wirkung von gewobbelten Störsendern bis zu einer Größenordnung von 20 bis 40 dB verringern ohne dabei wesentlich die Empfindlichkeit zu verschlechtern. Das Dicke-Fix-Prinzip hat hingegen keine Wirkung bei starken unmodulierten Störungen, da hierdurch die Empfänger in die Begrenzung getrieben werden. Das Dicke-Fix-Prinzip wurde speziell entwickelt, um den Empfänger vor Rauschstörungen, vor Störungen durch schnelle gewobbelte oder schmalbandige impulsmodulierte Störsender zu schützen. Das Dicke-Fix-Prinzip wird z. B. im Luftverteidigungsradargerät MPR verwendet.